# Dalgety
Dalgety is een plaats in de Australische deelstaat New South Wales en telt 75 inwoners (2006).